# Kestratherina
Kestratherina – rodzaj ryb z rodziny aterynowatych (Atherinidae).

## Klasyfikacja
Gatunki zaliczane do tego rodzaju:
- Kestratherina brevirostris
- Kestratherina esox